# Marcel Lehoux
Marcel Lehoux, född 3 april 1888 i Vendée, död 19 juli 1936 i Deauville var en fransk racerförare. 
Lehoux levde i den dåvarande franska kolonin Algeriet och vann flera grand prix-lopp i Nordafrika. Lehoux omkom under Deauvilles Grand Prix 1936.